# Heinrich Hoffmann (photographe)
Pour les articles homonymes, voir Heinrich Hoffmann et Hoffmann.

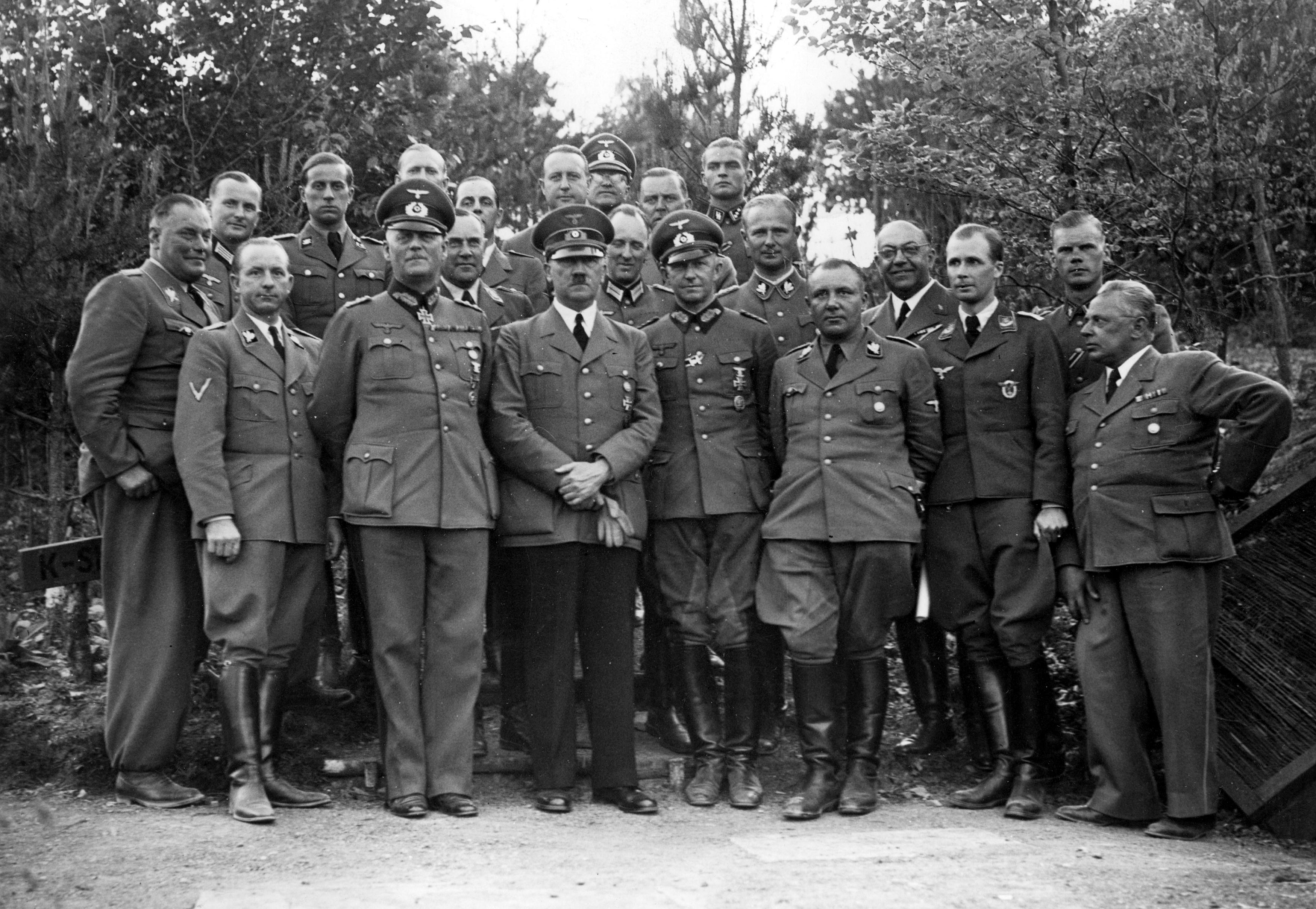
Hitler avec de proches collaborateurs, en mai ou juin 1940 ; Heinrich Hoffmann est au premier rang, à l'extrême-droite.

Heinrich Hoffmann, né le 12 septembre 1885 à Fürth et mort le 15 décembre 1957  à Munich, est un photographe allemand qui a été journaliste et également le photographe personnel d'Adolf Hitler.

## Jeunesse et études
Fils unique du photographe Robert Hoffmann et de Maria Kargl, il apprend le métier dans l'atelier de son père, photographe officiel de la cour de Bavière. Son père lui déconseille d'étudier la peinture, cependant il fait un séjour dans l'école privée d'Heinrich Knirr et il étudie l'anatomie à l'université. En 1901, Hoffmann commence un périple de plusieurs années et travaille chez plusieurs photographes parmi lesquels Emil Otto Hoppé (en) à Londres, en 1907-1908.

## 1906–1918
En 1906, il s'installe à Munich où il dirige simultanément deux ateliers de photographie dont l'un est le fameux atelier Elvira. En 1908, après avoir fait sensation avec la prise de vue d'un accident d'aéronef, il décide de devenir photographe de presse. Un an plus tard, il ouvre son propre atelier à Munich et commence sa carrière. En 1911, il épouse dans la même ville Therese « Nelly » Baumann avec qui il aura deux enfants : Henriette (née le 3 février 1913) et Heinrich (né le 24 octobre 1916).
En juillet 1912, il prend en photo le jeune peintre Marcel Duchamp, alors en visite à Munich,. Hoffmann fonde en 1913 un service d'image appelé Photobericht Hoffmann, et se spécialise dans les photos de presse et les portraits. Il dirige en même temps un service de distribution de cartes postales en collaboration avec le Münchner Illustrierte Zeitung, des agences à Berlin et à l'étranger, dont en Autriche.
Le 2 août 1914, peu après le déclenchement de la Première Guerre mondiale, Hoffmann photographie l'enthousiasme général, place de l'Odéon à Munich. C'est sur cette photo en noir et blanc que l'on devinera plus tard Adolf Hitler. En août 1917, il est incorporé dans la 1re division de remplacement d'aviation et orienté sur le front français. Ne pilotant pas, il ne participe guère au conflit. Après la guerre, il reprend ses activités de photographe et se concentre sur la révolution des communistes à Munich, dans laquelle interviennent notamment les corps francs.

## Carrière dans le national-socialisme
En 1919, Hoffmann intègre le parti d'extrême droite Einwohnerwehr (Défense des citoyens (en)) et publie une brochure illustrée intitulée Ein Jahr bayrische Revolution im Bilde. Il se lie d'amitié avec Dietrich Eckart, l'éditeur du Völkischer Beobachter. En avril 1920, il devient membre du NSDAP et prend en charge la revue antisémite publiée auparavant par Eckard Auf gut deutsch. Hoffmann commence à prendre les dignitaires du parti en photo comme Hermann Göring et Rudolf Hess.
Après le putsch de 1923, les premiers portraits qu'il a pris de Hitler paraissent. Ce dernier y était initialement hostile, mais une fois incarcéré, il comprend l'importance de la photographie et accepte de prendre la pose. L'une des photos montre Hitler en cercle avec ses codétenus dans la prison de Landsberg. Toutes les photos où l'on voit Hitler de près sont prises par Heinrich Hoffmann, devenu son photographe personnel. En 1924, il publie la brochure illustrée Deutschlands Erwachen in Bild und Wort et en 1926, il participe grandement à la fondation de l'organe du parti : le Illustrierter Beobachter, qui publie de nombreux portraits d'Hitler. L'année suivante, il photographie Hitler dans des attitudes grandiloquentes et dramatiques. En 1929, il représente le NSDAP au Kreistag de Haute-Bavière et entre à partir de décembre 1929 au conseil municipal de Munich.
En 1928, sa femme meurt, il épouse en secondes noces Sofie Spork. Un an plus tard, Eva Braun entre dans son atelier comme apprentie avec sa sœur Gretl. Un soir, Hoffmann entre dans son atelier avec un homme qui se présente sous le nom de « Herr Wolf ». Après qu'il soit parti, elle veut savoir qui était cet inconnu. Heinrich Hoffmann lui explique qu'il est le Führer du NSDAP, Adolf Hitler. C'est de cette façon que Hitler et Eva Braun se sont rencontrés.
À partir de 1932, Hoffmann s'occupe de plus en plus de la propagande illustrée. Sa maison d'édition Heinrich Hoffmann. Verlag national-sozialistische Bilder dispose de 300 collaborateurs. La distribution des albums de photos au service du NSDAP, de vignettes publicitaires, de livres voire de paquets de cigarettes à l'effigie d'Hitler lui font gagner bientôt des millions de Reichsmarks : en 1933, son entreprise Presse Illustrationen Hoffmann réalise 700 000 RM de chiffre d'affaires, et jusqu'à 15,4 millions en 1943. En 1932, l'album Hitler wie ihn keiner kennt (« Hitler comme personne ne le connaît ») est tiré à 140 000 exemplaires : il est ensuite retiré six fois, pour 2,5 millions d'exemplaires diffusés au total. Ce travail lui prenant de plus en plus de temps, Heinrich Hoffmann démissionne de son mandat de conseiller municipal de Munich en 1933.
Après l'avènement du Troisième Reich, il participe à la diffusion massive de portraits du Führer dans toute l'Allemagne (salles publiques, journaux, affiches, etc.) afin de l'inscrire dans l'imaginaire de la population, le régime ayant compris la puissance de l'image. Il prend notamment en photo les congrès de Nuremberg, les séjours d'Hitler à Berchtesgaden, son voyage à Paris en 1940, ses rencontres avec Benito Mussolini et Philippe Pétain ou des photos plus personnelles, avec les enfants Ribbentrop et Wagner ou sa chienne Blondi. Devenu photographe officiel, Heinrich Hoffmann fait partie de l'entourage du dictateur dans la majorité de ses visites publiques. Sa proximité avec le pouvoir lui permet même de se faire même élire député du Reichstag en janvier 1940.
En 1937, Hitler lui confie la mission de choisir les œuvres à présenter pour l'exposition Große Deutsche Kunstausstellung et il obtient pour cela le titre de professeur. Un an plus tard, il devient membre de la commission d'expertise des œuvres dégénérées qui ont été confisquées. C'est ainsi qu'on lui demande de vendre les œuvres dégénérées à l'étranger sans que l'opinion publique ne soit tenue au courant.
En avril 1945, Hoffmann repart en Bavière et est arrêté par l'armée américaine à Unterwössen.

## Après la Seconde Guerre mondiale
En octobre 1945, Heinrich Hoffmann est conduit à la prison du Tribunal de Nuremberg, où il doit classer les archives pour constituer les preuves présentées lors du procès des criminels de guerre nazis. En janvier 1946, il fait l'objet d'une procédure de « dénazification » en tant que photographe personnel et ami proche de Hitler. Il est classé dans la catégorie I des grands coupables. Cependant, il parvient à n'être condamné qu'à quatre ans de prison et à la confiscation de tous ses biens alors que le tribunal demandait dix ans. Après sa libération en 1950, il se réinstalle à Munich où il meurt sept ans plus tard.

## Expositions
- 19 janvier - 4 avril 1994 : Hoffmann & Hitler. Fotografie als Medium des Führer-Mythos, Fotomuseum, Münchner Stadtmuseum, Munich[7].

puis avril - mai 1994 : Deutsches Historisches Museum, Berlin ; juin - juillet 1994 : Historisches Museum Saar, Sarrebruck.
- 2018 : « Un dictateur en images », portraits d'Hitler par Heinrich Hoffmann, présentée en parallèle avec l'exposition « Regards sur les ghettos », photographies des ghettos de Pologne prises par des inconnus, proposées par le Mémorial de la Shoah, du 27 juin 2018 au 23 septembre 2018, Pavillon populaire, Montpellier[8],[9].